# Freddie Boath
Freddie Boath (* 6. Mai 1991 in London) ist ein britischer Schauspieler.

## Leben
Freddie Boath nahm während seiner Schulzeit in London Schauspielunterricht. Bei einem Klassenprojekt synchronisierte er John Travolta in Grease. Vom Film Die Mumie soll er angeblich so fasziniert gewesen sein, dass er die Texte der Darsteller auswendig gewusst haben soll. Boath debütierte 2001 vor der Kamera, als er das Kind des Protagonisten in Die Mumie kehrt zurück spielte. Von 2008 bis 2014 war er regelmäßig in Fernsehserien vertreten, für The Children stand er zweimal vor der Kamera, für The Bill und Doctors jeweils einmal.

## Filmografie
- 2001: Die Mumie kehrt zurück (The Mummy Returns)
- 2001: Spotlight on Location: The Mummy Returns (Dokumentationsfilm)
- 2008: The Children (Fernsehdreiteiler)
- 2009: The Bill (Fernsehserie, 1 Folge)
- 2010: Doctors (Fernsehserie, 1 Folge)
- 2010: Die Säulen der Erde (The Pillars of the Earth, Fernsehmehrteiler)
- 2013: House of Anubis (Fernsehserie, 4 Folgen)

## Nominierungen
- 2002: Saturn Award als „Bester Jungdarsteller“ in Die Rückkehr der Mumie
- 2002: Young Artist Award als „Bester Jungnebendarsteller“ in Die Rückkehr der Mumie